# Marion True
Marion True (* 5. November 1948 in Tahlequah) ist eine US-amerikanische Klassische Archäologin und war Kuratorin für Antike Kunst des J. Paul Getty Museum in Malibu, Kalifornien (Getty Villa).

## Leben
Marion True studierte an der New York University und an der Harvard University, wo sie 1986 promoviert wurde. Zeitweise war sie unter Cornelius C. Vermeule III am Museum of Fine Arts in Boston tätig. Seit 1982 arbeitete sie an der Antikenabteilung des J. Paul Getty Museums, seit 1986 als deren Leiterin. Im September 2005 legte sie ihr Amt als Kuratorin für das J. Paul Getty Museum nieder.
Marion True wurde am 16. November 2005 in Rom zusammen mit dem amerikanischen Antikenhändler Robert E. Hecht wegen „Hehlerei und Schmuggel mit nationalen Kulturgütern, dazu indirekt die Unterstützung von Raubgrabungen“, angeklagt. Verfahren wegen weiterer, weniger schwerer Vergehen ruhen zur Zeit, können aber jederzeit wieder aufgenommen werden.
Die ersten Anhaltspunkte ergaben sich in diesem Fall im Jahr 1995 bei der Durchsuchung eines Lagers durch die Schweizer Justizbehörden in Genf in der Schweiz, in dem ein Depot gestohlener Kunstgegenstände gefunden wurde. Der italienische Kunsthändler Giacomo Medici wurde im Jahre 1997 festgenommen, er betrieb „weltweit eines der größten und am besten organisierten Netzwerke für Kunsthandel. Er war für Raubgrabungen und das Verschwinden tausender, erstklassiger Grabungsfunde verantwortlich, die er an renommierte Adressen des internationalen Kunstmarktes weiterleitete.“ Medici wurde im Jahr 2004 in Rom zu zehn Jahren Haft und einer Geldstrafe von zehn Millionen Euro verurteilt, „der größten Geldstrafe, die jemals für illegalen Kunsthandel in Italien verhängt wurde“. Die Prozesse gegen True und Hecht dauern an.
In einem Brief an den J. Paul Getty Trust am 18. Dezember 2006 stellte True fest, dass ihr die Last der Verantwortung für Verfahrensweisen übertragen wurde, die der Leitung der Institution, dem Getty's Board of Directors, bekannt waren und stillschweigend gebilligt wurden. Für den Ankauf einer Grabbeigabe, eines goldenen Kranzes aus Makedonien aus dem 4. Jahrhundert v. Chr., stand True auch in Griechenland unter Anklage. Der Prozess endete jedoch ohne Ergebnis, da das Vergehen nach US-Recht bereits seit 1996 verjährt ist. Darüber hinaus war ein weiterer Prozess in Griechenland anhängig, wegen Antiken, die True in ihrem Ferienhaus auf der Insel Paros hatte, ohne sie deklariert zu haben, wie es das Gesetz zum Schutz des kulturellen Erbes in Griechenland für Privatsammlungen vorsieht. Zudem wurden in diesem Zusammenhang bekannt, dass True ihr Ferienhaus auf der griechischen Insel Paros durch ein Darlehen über 400.000 € finanziert hatte, das sie von dem Londoner Kunsthändler Christos Michailidis erhalten hatte. Bei Michailidis hatte sie zuvor Antiken im Wert von rund dreißig Millionen Dollar erworben.
Am 20. November 2006 gab Michael Brand, der Direktor des Museums, die Rückgabe von 26 umstrittenen Kunstgegenständen an Italien bekannt. Am 26. September 2007 unterschrieb der J. Paul Getty Trust einen Vertrag mit dem italienischen Kulturministerium in Rom über die Rückgabe von 40 gestohlenen antiken Kunstgegenständen bis zum Jahr 2010. Dazu gehören eine Aphrodite-Statue aus Kalkstein und Marmor aus dem 5. Jahrhundert v. Chr., aus Pompeji gestohlene Fresko-Gemälde, Marmor- und Bronze-Skulpturen und antike griechische Vasen.
Sie ist Mitglied des Deutschen Archäologischen Instituts.